# Christian Varin
Christian Varin (né en 1957) est un homme d’affaires québécois. Avec Eric Reiher, il est le cofondateur de Mobivox en 2017, qui recevra 11 millions de dollars en investissement. En 2014, il fonde de la Fédération des inventeurs du Québec (FIDQ), un organisme prétendument destiné à aider les inventeurs. Il est connu pour avoir orchestré, via cette fédération, une vaste fraude à l’encontre de centaines d’inventeurs entre 2015 et 2018, leur soutirant au total plus de 3 millions de dollars canadiens.
Reconnu coupable de fraude en janvier 2022, il a été condamné en septembre 2022 à cinq ans de prison pour ces faits.

## Fraude de la Fédération des inventeurs du Québec
La FIDQ est fondée en 2014 par Christian Varin, sous la forme d’un organisme à but non lucratif affichant une équipe de « professionnels » offrant des services d’aide à la protection d’inventions (recherches d’antériorité, rédaction et dépôt de brevets provisoires, etc.). En réalité, la fédération s’avère n’être qu’une coquille vide administrée par un seul homme, Varin lui-même. Celui-ci ciblait les inventeurs indépendants en leur faisant miroiter qu’il pouvait protéger leurs idées à une fraction du coût habituel, alors qu’il ne disposait d’aucune formation ni accréditation en tant qu’agent de brevets. Il attirait ses clients grâce à un site web au ton sérieux et à une coûteuse campagne de publicité sur internet (plusieurs centaines de milliers de dollars dépensés pour un bon référencement sur Google). Entre 2015 et 2018, Varin a ainsi recruté des centaines de clients qui ont payé des frais d’adhésion annuels et des honoraires importants pour des services de brevetage qui se sont révélés fictifs ou bâclés.
Concrètement, de nombreux inventeurs floués ont versé des sommes élevées à la FIDQ afin d’effectuer des recherches de brevetabilité et de déposer des demandes de brevet provisoires au Canada ou aux États-Unis. Or, aucune de ces demandes n’a abouti à l’obtention d’un véritable brevet pour les clients floués. Dans certains cas, les idées des clients n’étaient pas brevetables ou avaient déjà été revendiquées, ce qu’ils n’ont découvert qu’après coup malgré l’argent versé. La personne que Varin payait pour rédiger les demandes a même témoigné lors du procès qu’il écrivait « n’importe quoi » dans les documents transmis aux offices de brevets. Le juge qui a instruit l’affaire a souligné que Varin a fait preuve d’une « complète incompétence », ayant même fait perdre à certains inventeurs le droit de protéger leurs créations en les dévoilant sans les faire breveter correctement.
Un chalet de luxe construit par Christian Varin à Shefford avec les fonds obtenus de façon frauduleuse (évalué à environ 1,3 million de dollards), construit en 2017 sur un terrain appartenant au conjoint de Varin (Sylvain Riendeau), était censé servir de lieu de rassemblement pour les membres de la fédération. Varin se défend d’ailleurs de s’être bâti une résidence secondaire aux frais des inventeurs, affirmant qu’il valait mieux louer le pavillon sur Airbnb (plus de 400 $ la nuit) que le laisser inoccupé. Néanmoins, pour l’avocat des victimes, Me Vincent Langlois, cette manœuvre s’apparente à un « stratagème immobilier » : le bail emphytéotique liant le pavillon à la FIDQ, combiné au fait que le terrain demeure la propriété de M. Riendeau, rend l’actif pratiquement insaisissable par les créanciers de la fédération.

## Actions civiles des victimes
À partir de 2017, de nombreux inventeurs floués par la Fédération des inventeurs du Québec (FIDQ) entament des démarches juridiques contre Christian Varin, son organisation, et plus tard son conjoint, Sylvain Riendeau. En mai 2017, une première action collective est déposée afin de réclamer le remboursement des frais payés et des dommages-intérêts, et elle est autorisée par la Cour supérieure du Québec en août 2018 pour couvrir toutes les personnes ayant eu recours aux services de la FIDQ entre octobre 2014 et août 2018. Le juge Frédéric Bachand y dénonce l’exploitation systématique de l’ignorance des petits inventeurs par la FIDQ, et l’instigateur du recours, Benjamin Bérubé, affirme avoir perdu plus de 3 000 $ sans jamais avoir reçu les services promis.
Le groupe des demandeurs passe rapidement d’environ 75 à plus de 120 participants, chacun réclamant un remboursement intégral et 2 000 $ en dommages. En septembre 2022, la Cour permet d’ajouter Riendeau comme défendeur pour sa possible complicité ou sa négligence volontaire dans la fraude, et en octobre 2023, face à leur manque de collaboration, Varin et la FIDQ sont exclus de leur propre défense par décision judiciaire. Parallèlement à cette action collective, plusieurs poursuites civiles individuelles sont intentées : en 2018, Robert Boudreau poursuit pour 600 000 $; en 2019, un couple de Sept-Îles réclame 1,1 million de dollards pour perte de brevet sur une invention; et en 2020, Stéphane Ramsay réclame 2,7 millions de dollards pour la perte de droits sur un cadenas innovant copié par une multinationale.
En mai 2022, une seconde action collective vise cette fois l’Office de la protection du consommateur (OPC) du Québec, accusé d’avoir failli à sa mission en ne rendant pas publiques des dizaines de plaintes reçues contre la FIDQ, malgré une enquête approfondie qui lui avait été transmise. Cette omission aurait permis à la fraude de se poursuivre plus longtemps, justifiant une demande de dédommagement de 2 500 $ par victime pour les services promis mais non fournis.

## Procès criminel et condamnation
Sur le plan criminel, une enquête policière aboutit également à des accusations contre Christian Varin. Il est arrêté pour une fraude de plus de trois millions  de dollars canadien, qui s’est étalée sur trois ans, à partir de 2015. Dès 2018, il fait face à au moins deux chefs de fraude de plus de 5 000 $ déposés dans les districts judiciaires de Longueuil et de Montréal, accusations auxquelles il plaide non coupable. Son procès criminel s’ouvre finalement en 2021. Le 19 janvier 2022, au terme du procès, le juge Alexandre Dalmau de la Cour du Québec rend un verdict de culpabilité sur toute la ligne. Dans son jugement (d’une cinquantaine de pages), le magistrat qualifie Varin d’« imposteur qui exploite la crédulité publique » et de « charlatan du 21e siècle ». Il déplore qu’entre 2015 et 2018, le prévenu ait escroqué des centaines d’inventeurs québécois en leur faisant payer le « gros prix » pour des dépôts de brevets qu’il n’avait en réalité ni l’intention ni la compétence de mener à bien.
La sentence est prononcée le 21 septembre 2022 : Christian Varin écope de cinq ans de pénitencier. Cette peine, légèrement inférieure aux six ans réclamés par la Couronne, tient compte du fait que Varin a manifesté une volonté de collaborer au dédommagement des victimes en cédant ses biens mal acquis. Le tribunal souligne également que l’impact de la fraude de Varin va au-delà des pertes monétaires, évoquant chez les victimes des « rêves brisés, [une] perte de confiance […] ainsi qu’une détresse psychologique » causés par l’abus de confiance. Par ailleurs, le juge a interdit à Varin de chercher, accepter ou occuper tout emploi le plaçant en position de gérer les biens ou l’argent d’autrui, et ce afin de prévenir toute récidive par abus de confiance.
En octobre 2023, le « Pavillon des inventeurs » est détruit par un incendie d’origine suspecte, anéantissant l’actif principal sur lequel comptaient les victimes pour être partiellement remboursées. Selon un reportage de l’émission La facture de Radio-Canada, l’escroquerie mise en place par Christian Varin à travers la FIDQ constitue « la plus grande fraude de l’histoire de la propriété intellectuelle au Canada ».

## References
1. ↑  « Mobivox - Products, Competitors, Financials, Employees, Headquarters Locations », sur www.cbinsights.com (consulté le 23 juillet 2025)
2. 1 2 3 4  (en-US) « Christian Varin Sentenced to 5 Years for Defrauding Canadian Inventors », sur PCK, 25 octobre 2022 (consulté le 22 juillet 2025)
3. 1 2 3 4   [vidéo] « Coupable d’avoir fraudé des inventeurs », Michael Nguyen, 19 janvier 2022 (consulté le 22 juillet 2025)
4. ↑  (en-US) Techtonik Legal, « Christian Varin of the Fédération des inventeurs du Québec Found Guilty of Fraud », sur TECHTONIK LEGAL, 20 janvier 2022 (consulté le 22 juillet 2025)
5. 1 2 3  Michael Nguyen, « Fraude: 5 ans de pénitencier pour le patron d’une fédération bidon », sur Le Journal de Montréal, 21 septembre 2022 (consulté le 22 juillet 2025)
6. 1 2  Le Droit en Bref, « Demande d’action collective contre l’OPC pour son inaction en lien avec la FDIQ », sur Le Droit en Bref, 26 mai 2022 (consulté le 22 juillet 2025)
7. 1 2  (en) Wordpress Admin User, « Class action authorized for Quebec inventors who say they were victims of fraud », sur Lethbridge News Now (consulté le 22 juillet 2025)
8. ↑  Amélie St-Yves, « Le pavillon d’une fédération est à louer pour 413 $ la nuit sur Airbnb », sur Le Journal de Montréal, 11 août 2019 (consulté le 22 juillet 2025)
9. 1 2  Peter TEMEY, « Canada / La Fédération des inventeurs du Québec encore mêlée à une poursuite », sur Invention - Europe, 3 novembre 2020 (consulté le 22 juillet 2025)
10. ↑  Richard Boudrias, « JOVETTE DUFOUR C. FÉDÉRATION DES INVENTEURS DU QUÉBEC, CHRISTIAN WILLIAM VARIN ET SYLVAIN RIENDEAU », sur Trivium - Avocats, Notaires, Conseils, 24 janvier 2024 (consulté le 22 juillet 2025)
11. ↑  Éric Martel, « Des inventeurs obtiennent l'autorisation de lancer une action collective », sur Droit-inc (consulté le 22 juillet 2025)
12. ↑  Médias numériques de Radio-Canada, « Christian Varin : témoignage d’un fraudeur | La facture », sur Radio-Canada (consulté le 22 juillet 2025)